# 王辉 (1971年)
王辉（1971年—），男，汉族，河北唐山人，中华人民共和国政治人物，总参某部高级工程师，第十一届全国人民代表大会解放军代表。

## 生平
王辉毕业于解放军电子技术学院操作系统安全专业。1998年3月，研究生毕业的王辉，被分配到中国人民解放军总参谋部某研究所。2006年时，王辉已是总参某研究所高级工程师。他先后主持和参与10余项重点项目的研制工作，在信息安全领域取得多项创新成果。其中，获军队科技进步一等奖2项、二等奖1项。作为军队系统惟一人选，被共青团中央、劳动和社会保障部授予“全国十大杰出青年岗位能手”称号。
2006年10月19日，总参在北京举行“全国十大杰出青年岗位能手”王辉同志先进事迹报告会。除王辉自述外，总参某研究所高级工程师田晓琦、工程师马春利介绍王辉事迹。副总参谋长张黎代表总参党委、梁光烈总参谋长出席报告会，并给王辉颁发奖牌。他在讲话中称赞王辉是以实际行动落实胡锦涛主席对当代青年“勤于学习、善于创造、甘于奉献”重要指示的先进典型，为我们树立了一个岗位成才的好榜样。总参、总政、共青团中央、劳动和社会保障部等有关部门领导和千余名官兵参加报告会。2008年起担任全国人大代表。